# Frankrikes regionstyrelser
En regionstyrelse (conseil régional) är den folkvalda församlingen i en region i Frankrike.
Regionstyrelserna inrättades den 5 juli 1972. Mellan 1984 och 2004 valdes regionstyrelsernas ledamöter i proportionella val. Det nationalistiskt inriktade Front National blev ofta vågmästare, något som gjorde att valsystemet ändrades. Sedan 2004 väljs tre fjärdedelar av ledamöterna genom vallistor i proportionella val. Om någon lista fått absolut majoritet tillfaller även den återstående fjärdedelen denna lista. Om ingen lista fått absolut majoritet hålls en andra valomgång, där alla partier som fått minst tio procent av rösterna får delta. Det parti som vinner andra valomgången får den återstående fjärdedelen av mandaten.

## Lista över Frankrikes regionstyrelser före 2016
1. Conseil régional d'Alsace
2. Conseil régional d'Aquitaine
3. Conseil régional d'Auvergne
4. Conseil régional de Basse-Normandie
5. Conseil régional de Bourgogne
6. Conseil régional de Bretagne
7. Conseil régional de la région Centre
8. Conseil régional de Champagne-Ardenne
9. Collectivité territoriale de Corse
10. Conseil régional de Franche-Comté
11. Conseil régional de la Guadeloupe
12. Conseil régional de Guyane
13. Conseil régional de Haute-Normandie
14. Conseil régional d'Île-de-France
15. Conseil régional de Languedoc-Roussillon
16. Conseil régional du Limousin
17. Conseil régional de Lorraine
18. Conseil régional de Martinique
19. Conseil régional Midi-Pyrénées
20. Conseil régional du Nord-Pas-de-Calais
21. Conseil régional des Pays de la Loire
22. Conseil régional de Picardie
23. Conseil régional de Poitou-Charentes
24. Conseil régional de Provence-Alpes-Côte d'Azur
25. Conseil régional de la Réunion
26. Conseil régional de Rhône-Alpes